# Mathilda Wrede
Mathilda Wrede (Vaasa, 8. ožujka 1864. – 25. prosinca 1928.) bila je finska evanđelistkinja i baronesa, poznata kao preteča u rehabilitaciji zatvorenika, a u Finskoj je poznata i kao »prijatelj zatvorenika«.

## Život
Njezin otac, Carl Gustaf Fabian Wrede, bio je pokrajinski guverner pokrajine Vaasa. Tijekom tog vremena prvi put je došla u kontakt sa zatvorenicima, kad je jedan poslan u kuću guvernera da izvrši sitne popravke.
U dobi od 19 godina doživjela je vjerski preporod i počela raditi za unesrećene. Osjećala je da je liječenje duša zatvorenika njezin poziv. Posjećivala je zatvore, raspravljala o vjerskim pitanjima, organizirala prigode za držanje govora i raspravu o Bibliji, dijelila vjersku literaturu i izravno se dopisivala s mnogim zatvorenicima. To je kršilo mnoga društvena pravila za mladu ženu njezinog statusa. Matilda Wrede radila je sama i na način koji se u mnogome razlikovao od dobrotvornog rada drugih žena u poziciji poput njezine.
Godine 1886. osnovala je Toivolu, farmu za nezaposlene zatvorenike tek puštene u rad. Henrik Wrede, njezin brat, ranije je proveo tri godine u Sibiru, evangelizirajući lokalno stanovništvo i finske kriminalce koji su tamo deportirani.
Zbog svog društvenog položaja uspjela je dobiti podršku za svoj rad među europskim plemstvom.